# Circonscription autonomique de Teruel
Ne doit pas être confondu avec Circonscription électorale de Teruel.
La circonscription électorale de Teruel est l'une des trois circonscriptions électorales d'Aragon pour les élections aux Cortes d'Aragon.
Elle correspond géographiquement à la province de Teruel.

## Synthèse
| AP & alliés |       | 5  | 5  |    |    |    |    |    |    |    |    |    |  |  |
| CDS         |       |    | 1  |    |    |    |    |    |    |    |    |    |  |  |
| IU          |       |    |    |    | 1  |    |    |    | 1  |    |    |    |  |  |
| CHA         |       |    |    |    |    |    | 1  |    |    |    |    |    |  |  |
| PSOE        |       | 7  | 7  | 7  | 5  | 5  | 5  | 6  | 4  | 4  | 6  | 4  |  |  |
| PAR         |       | 4  | 3  | 3  | 3  | 3  | 3  | 3  | 3  | 2  | 1  | 1  |  |  |
| PP          |       |    |    | 6  | 7  | 7  | 5  | 5  | 6  | 5  | 4  | 5  |  |  |
| Podemos     |       |    |    |    |    |    |    |    |    | 2  | 1  |    |  |  |
| Cs          |       |    |    |    |    |    |    |    |    | 1  | 2  |    |  |  |
| Vox         |       |    |    |    |    |    |    |    |    |    |    | 1  |  |  |
| AE          |       |    |    |    |    |    |    |    |    |    |    | 3  |  |  |
|             |       |    |    |    |    |    |    |    |    |    |    |    |  |  |
| Total       | Total | 16 | 16 | 16 | 16 | 15 | 14 | 14 | 14 | 14 | 14 | 14 |  |  |

## Résultats détaillés

### 1983
| Parti     | Parti | Députés élus |
| --------- | ----- | --- |
| PSOE      |       | Antonio Catalán Martín, María Soledad Navarro Pratsavall, Jorge Noguera Doñate, José María Fernández Osorio, Santiago Hernández Tornos, José Miguel Bella Pérez, José Manuel Navarro Sancho |
| AP-PDP-UL |       | Leocadio Bueso Zaera, José Luis Roca Millán, Gregorio Garzarán García, Francisco Hernández Vicente, Francisco Lanzuela Espinosa                                                             |
| PAR       |       | Valentín Calvo Lou, Román Alcalá Pérez, Carlos Val-Carreres Guinda, José Ángel Biel |

- Antonio Catalán (PSOE) est remplacé en mars 1985 par Enrique Gadea Royo.
- José María Fernández (PSOE) est remplacé en septembre 1986 par Gonzalo González del Val.

### 1987
| Parti | Parti | Députés élus |
| ----- | ----- | --- |
| PSOE  |       | Antonio Embid Irujo, Jorge Noguera Doñate, José Antonio Biescas Ferrer, José Manuel Navarro Sancho, Santiago Hernández Tornos, Isidro Guía Mateo, María Dolores Serrano Serrano |
| AP    |       | José Cosme Martínez Gómez, Mesías Antonio Gimeno Fuster, Manuel Enrique Conejero Benedicto, Fernando Joaquín Ibáñez Gimeno, Antonio Ramón Borraz Ariño                          |
| PAR   |       | José Ángel Biel, Valentín Calvo Lou, Benito Ros Corella |
| CDS   |       | Miguel Egeda Lázaro |

- José Manuel Navarro (PSOE) est remplacé en mars 1989 par José Ramón Ibáñez Blasco.
  - José Ramón Ibáñez (PSOE) est remplacé en février 1990 par Manuel Jiménez Valero.
- Dolores Serrano (PSOE) est remplacée en avril 1989 par Eladio Villa Giner après renonciation d'Antonio del Río Macipe.
- José Antonio Biescas (PSOE) est remplacé en juin 1989 par Simón Casas Mateo.

### 1991
| Parti | Parti | Députés élus |
| ----- | ----- | --- |
| PSOE  |       | Isidoro Esteban Izquierdo, Isidro Guía Mateo, Simón Casas Mateo, Rafael Lasmarias Lacueva, Jorge Noguera Doñate, Santiago Hernández Tornos, Antonio Embid Irujo           |
| PP    |       | Santiago Lanzuela, José Cosme Martínez Gómez, Antonio Ramón Borraz Ariño, Fernando Joaquín Ibáñez Gimeno, Mesías Antonio Gimeno Fuster, Manuel Enrique Conejero Benedicto |
| PAR   |       | José Ángel Biel, Valentín Calvo Lou, Benito Ros Corella |

- Antonio Embid (PSOE) est remplacé en novembre 1992 par Javier Velasco Rodríguez.
  - Javier Velasco (PSOE) est remplacé en juin 1993 par Álvaro de Diego Criado.

### 1995
| Parti | Parti | Députés élus |
| ----- | ----- | --- |
| PP    |       | Ricardo Clemente Doñate Catalán, Mesías Antonio Gimeno Fuster, José Cosme Martínez Gómez, Antonio Ramón Borraz Ariño, Luis Antonio Rosel Onde, Miguel Ángel Meléndez Aranda, Marta Calvo Pascual |
| PSOE  |       | Isidoro Esteban Izquierdo, Javier Velasco Rodríguez, Simón Casas Mateo, Rafael Lasmarias Lacueva, Isidro Guía Mateo                                                                              |
| PAR   |       | José Ángel Biel, Valentín Calvo Lou, Luis Ballester Saura |
| IU    |       | Félix Rubio Ferrer |

- Valentín Calvo (PAR) est remplacé en septembre 1997 par Miguel Pamplona Abad.
- Luis Rosel (PP) est remplacé en mai 1996 par Fernando Joaquín Ibáñez Gimeno.

### 1999
| Parti | Parti | Députés élus |
| ----- | ----- | --- |
| PP    |       | José Cosme Martínez Gómez, Mesías Antonio Gimeno Fuster, Carmen Pobo Sánchez, Marta Calvo Pascual, Miguel Ángel Meléndez Aranda, Antonio Ramón Borraz Ariño, Fernando Joaquín Ibáñez Gimeno |
| PSOE  |       | Isidoro Esteban Izquierdo, Amparo García Castelar, Rafael Lasmarias Lacueva, José Ramón Ibáñez Blasco, Juana María Barreras Falo                                                            |
| PAR   |       | José Ángel Biel, Inocencio Martínez Sánchez, Miguel Pamplona Abad |

### 2003
| Parti | Parti | Députés élus |
| ----- | ----- | --- |
| PSOE  |       | Javier Velasco Rodríguez, Amparo García Castelar, José Ramón Ibáñez Blasco, María Teresa Pérez Esteban, Ángel Daniel Tomás Tomás |
| PP    |       | Miguel Ángel Lafuente Belmonte, María Yolanda Vallés Cases, Carmen Pobo Sánchez, Miguel Navarro Félez, José Cosme Martínez Gómez |
| PAR   |       | José Ángel Biel, Inocencio Martínez Sánchez, María Herrero Herrero                                                               |
| CHA   |       | Ángel Miguel Sánchez Monzón |

Mayte Pérez (PSOE) est remplacée en octobre 2005 par Vicente Larred Juan.

### 2007
| Parti | Parti | Députés élus |
| ----- | ----- | --- |
| PSOE  |       | Javier Velasco Rodríguez, María Teresa Pérez Esteban, Ángel Daniel Tomás Tomás, María Luisa Vicente Tello, José Ramón Ibáñez Blasco, Julia Vicente Lapuente |
| PP    |       | Miguel Ángel Lafuente Belmonte, Miguel Navarro Félez, Carmen Pobo Sánchez, María Yolanda Vallés Cases, Francisco Javier Gamón Yuste                         |
| PAR   |       | María Herrero Herrero, Juan Miguel Ferrer Górriz, Joaquín Peribáñez Peiró                                                                                   |

- Julia Vicente (PSOE) ne siège pas et est remplacée dès l'ouverture de la législature par Vicente Larred Juan.

### 2011
| Parti | Parti | Députés élus |
| ----- | ----- | --- |
| PP    |       | Carmen Pobo Sánchez, Carlos Enrique Muñoz Obón, María Yolanda Vallés Cases, Fernando Jesús Galve Juan, Ana Marín Pérez, Miguel Navarro Félez |
| PSOE  |       | Javier Velasco Rodríguez, María Teresa Pérez Esteban, José Ramón Ibañez Blasco, Vicente Larred Juan                                          |
| PAR   |       | José Ángel Biel, María Herrero Herrero, Joaquín Peribáñez Peiró                                                                              |
| IU    |       | Luis Ángel Romero Rodríguez |

- Carlos Muñoz (PP) est remplacé en décembre 2011 par Miguel Ángel Lafuente Belmonte.

### 2015
| Parti      | Parti | Députés élus |
| ---------- | ----- | --- |
| PP         |       | Carmen Pobo Sánchez, María Yolanda Vallés Cases, Miguel Ángel Lafuente Belmonte, Fernando Jesús Galve Juan, Ana Marín Pérez |
| PSOE       |       | Vicente Guillén Izquierdo, María Teresa Pérez Esteban, Ignacio Urquizu, Julia Vicente Lapuente                              |
| Podemos    |       | Marta Prades Alquézar, Héctor Vicente Ocón                                                                                  |
| PAR        |       | Berta Zapater Vera, María Herrero Herrero                                                                                   |
| Ciudadanos |       | Ramiro Domínguez Bujeda |

- Ignacio Urquizu (PSOE) est remplacé en septembre 2015 par Herminio Sancho Íñiguez.
- Carmen Pobo (PP) est remplacée en avril 2016 par Miguel Ángel Navarro Vicente.

### 2019
| Parti      | Parti | Députés élus |
| ---------- | ----- | --- |
| PSOE       |       | María Teresa Pérez Esteban, Vicente Guillén Izquierdo, Silvia Inés Gimeno Gascón, Ignacio Urquizu, María del Carmen Soler Monfort, Ángel Peralta Romero |
| PP         |       | Joaquín Juste Sanz, Jesús Fuertes Jarque, Ana Marín Pérez, Juan Carlos Gracia Suso                                                                      |
| Ciudadanos |       | Ramiro Domínguez Bujeda, María Loreto Camañes Edo |
| Podemos    |       | Marta Prades Alquézar |
| PAR        |       | Esther Peirat Meseguer |

### 2023
| Parti | Parti | Députés élus                                                                                         |
| ----- | ----- | --- |
| PP    |       | Ana Marín Pérez, Joaquín Juste Sanz, Jesús Fuertes Jarque, Juan Carlos Gracia Suso, Silvia Casas Foz |
| PSOE  |       | María Teresa Pérez Esteban, Ignacio Urquizu, María del Carmen Soler Monfort, Ángel Peralta Romero    |
| AE    |       | Tomás José Guitarte Gimeno, María Pilar Buj Romero, Joaquín Francisco Moreno Latorre                 |
| Vox   |       | Alejandro Nolasco Asensio                                                                            |
| PAR   |       | Alberto Izquierdo Vicente                                                                            |